# Erin Richards
Erin Richards (* 17. května 1986 Penarth, Wales, Spojené království) je velšská herečka.
Studovala Royal Welsh College of Music & Drama a působila ve velšském televizním pořadu Mosgito. Ve filmu debutovala v roce 2005, objevila se v několika nezávislých a krátkometrážních snímcích a v roce 2010 se představila také v britském seriálu Crash. V následujících letech se již věnovala práci v Severní Americe. Roku 2011 hrála ve třech dílech americko-kanadského seriálu Cena za lidskost, v dalším roce získala hlavní roli ve druhé řadě amerického sitcomu Breaking In. V letech 2014–2019 působila v seriálu Gotham. Objevila se také v několika filmech, například Open Grave či Tichý experiment.